# Ł
A Ł/ł betű a lengyel ábécé tizenhatodik betűje, illetve tartalmazza a łacinka ábécé is.

## Karakterkódolása
| Kódolás | kisbetű (ł) | nagybetű (Ł) |
| ------- | ----------- | ------------ |
| Unicode | U+0142      | U+0141       |
| HTML    | &#322;      | &#321;       |

### Megjelenítése a magyar billentyűzeten
- Nagybetű: AltGr+L
- Kisbetű: AltGr+K

## Kiejtése
- kiejtése a lengyel nyelvben: /w/
- kiejtése a łacinka ábécében: /ɫ/